# Anabel Gambero
Anabel Gambero Erdozain (Quilmes, 9 de julio de 1972) es una exjugadora argentina de hockey sobre césped que se desempeñó como volante en el Club Alemán de Quilmes. Fue Campeona Mundial Juvenil en 1993. Obtuvo tres medallas de oro en los Juegos Panamericanos de 1991, 1995 y 1999, medalla de plata en los Juegos Olímpicos de Sídney 2000 y fue subcampeona mundial en el Campeonato Mundial de 1994 en Dublín, Irlanda. En 2001, obtuvo el Champions Trophy. Fue una de las jugadoras emblemáticas de Las Leonas en la década de 1990, cuando alcanzaron el primer nivel mundial, promoviendo así la popularización del hockey sobre césped femenino en Argentina. 
Ganó dos veces el Premio Olimpia de Plata, como la mejor jugadora de hockey argentina del año. En 2002, fue desafectada de Las Leonas por el técnico Sergio Vigil. 

## Biografía
Comenzó a jugar al hockey a los 6 años, en la Asociación Alemana de Quilmes, donde la madre jugaba al hockey y el padre al balonmano. En 1990, fue convocada a la selección mayor, ganando ese mismo año la medalla de oro en los Juegos Panamericanos de 1991. En 1993, fue convocada a la selección juvenil para disputar el Campeonato Mundial de ese año en Tarrasa, donde obtuvo el campeonato. El logro ha sido definido como "el primer rugido" de un seleccionado que a partir de ese momento alcanzaría el primer nivel mundial.
En 1994, salió subcampeona mundial en el Campeonato Mundial de Hockey sobre Césped de 1994 en Dublín, donde la Argentina fue la sorpresa. En 1995 ganó su segunda medalla de oro panamericana.
En 1996, integró el equipo de Las Leonas que participó en los Juegos Olímpicos de Atlanta, donde el equipo finalizó 7.º obteniendo diploma olímpico. En 1999 ganó la tercera medalla de oro en los Juegos Panamericanos de Winnipeg.
En 2000, volvió a integrar la delegación olímpica, esta vez en los Juegos Olímpicos de Sídney, ganando la medalla de plata. Ese año recibió, junto a Las Leonas, el Premio Olimpia de Oro, como las mejores deportistas argentinas del año.
En 2001, ganó el Champions Trophy jugado en Holanda. En 2002, con 30 años, fue desafectada de Las Leonas por el técnico Sergio Vigil.